# Рехман, Хабибур
Хабибур Рехман (англ. Habibur Rehman, 15 января 1925) — пакистанский хоккеист (хоккей на траве), нападающий. Серебряный призёр летних Олимпийских игр 1956 года.

## Биография
Хабибур Рехман родился 15 августа 1925 года.
В 1952 году вошёл в состав сборной Пакистана по хоккею на траве на Олимпийских играх в Хельсинки, занявшей 4-е место. Играл на позиции нападающего, провёл 1 матч, мячей не забивал.
В 1956 году вошёл в состав сборной Пакистана по хоккею на траве на Олимпийских играх в Мельбурне и завоевал серебряную медаль. Играл на позиции нападающего, провёл 5 матчей, забил 2 мяча (по одному в ворота сборных Новой Зеландии и Великобритании).
В 1952—1958 годах провёл за сборную Пакистана 23 матча, забил 21 мяч.